# Playa Higgins
La playa Higgins es una pequeña playa ubicada en el estado de Maine, en Estados Unidos. Se encuentra ubicada en la ciudad de Scarborough en el condado de Cumberland. La playa está al norte de Prouts Neck y Old Orchard Beach y al sur del Parque Estatal de Crescent Beach.
Mide aproximadamente 1 km de largo y está a unos 11 km al sur de Portland y 177 km al norte de Boston. Está limitada al suroeste por la cala Thunder, y por el río Spurwink al noreste. Esta pequeña comunidad costera tiene alrededor de 300 casas. La comunidad tiene dos tabernas (The Breakers y Higgins Beach Inn), que están abiertas durante la temporada de verano.
La playa tiene acceso público, pero poco aparcamiento público. En 2010, la ciudad de Scarborough compró un pequeño aparcamiento para 75 vehículos. La playa Higgins ha logrado conservar sus características de pequeña ciudad, algo que las grandes playas de la zona, tales como Old Orchard han perdido a cambio de la comercialización y el turismo. 